# Dąbrowo Poddziśnieńskie
Dąbrowo Poddziśnieńskie – dawny folwark. Tereny, na których leżał, znajdują się obecnie na Białorusi, w obwodzie witebskim, w rejonie miorskim, w sielsowiecie Mikołajewo.

## Historia
W czasach zaborów w powiecie dzisieńskim, w guberni wileńskiej Imperium Rosyjskiego.
W latach 1921–1945 folwark leżał w Polsce, w województwie wileńskim, w powiecie dziśnieńskim, w gminie Mikołajów.
Według Powszechnego Spisu Ludności z 1921 roku zamieszkiwało tu 18 osób, 15 było wyznania rzymskokatolickiego a 3 prawosławnego. Jednocześnie 15 mieszkańców zadeklarowało polską a 3 białoruską przynależność narodową. Było tu 2 budynków mieszkalnych. W 1931 w 2 domach zamieszkiwało 12 osób.
Wierni należeli do parafii prawosławnej i rzymskokatolickiej w Dziśnie. Miejscowość podlegała pod Sąd Grodzki w Dziśnie i Okręgowy w Wilnie; właściwy urząd pocztowy mieścił się w Dziśnie.